# I'm a UFO in This City
I'm A UFO In This City é o segundo álbum de estúdio da banda LostAlone lançado em 2012, e sua edição americana relançada em 2013, sendo o primeiro álbum com o baixista Alan Williamson.

## Faixas
Todas as faixas escritas e compostas por Steven Battelle. 
| CD  |                                                          |         |  |
| N.º | Título                                                   | Duração |  |
| 1.  | "Obey The Rules You Lose"                                | 1:39    |  |
| 2.  | "Love Will Eat You Alive"                                | 3:32    |  |
| 3.  | "Paradox on Earth"                                       | 3:07    |  |
| 4.  | "UFOria (The Dark)"                                      | 3:41    |  |
| 5.  | "Vesuvius"                                               | 5:52    |  |
| 6.  | "Creatures"                                              | 3:08    |  |
| 7.  | "Orchestra of Breathing"                                 | 4:38    |  |
| 8.  | "Put Pain to Paper"                                      | 4:12    |  |
| 9.  | "Do You Get What You Pray For?"                          | 4:16    |  |
| 10. | "We Are the Archaeology of the Futures Past"             | 4:16    |  |
| 11. | "It's Not a Fashion Statement, It's a Fucking Deathwish" | 3:30    |  |
| 12. | "The Downside of Heaven Is the Upside of Hell"           | 6:12    |  |

## Créditos
| Críticas profissionais | Críticas profissionais |
| Avaliações da crítica  | Avaliações da crítica  |
| Fonte                  | Avaliação              |
| ---------------------- | ---------------------- |
| Zona Punk              | [ 1 ]                  |
| NME                    | [ 2 ]                  |
| Rock Sound             | [ 3 ]                  |
| Ourzone                | [ 4 ]                  |

- Jacknife Lee — Produtor
- Greg Wells — Produtor
- Alan Moulder - Mixagem
- Mark Needham - Mixagem
- Gerard Way - Produtor executivo

Participações
- Rob Newman e Rich Collins - gravações adicionais em "Vesuvius" e "The Downside Of Heaven Is The Upside Of Hell"
- Jeremy Davis - baixo em "Here We Go Again"
- George Stevenson - soprano em "The Downside Of Heaven Is The Upside Of Hell"